# Ivar Koskull
Ivar Otto Herman Koskull, född 20 augusti 1817 i Stockholm, död 16 december 1899 i Örtomta församling, Östergötlands län, var en svensk militär och riksdagsman. Han var son till hovmarskalken och riksdagsmannen Eric Anders Koskull.
Koskull var löjtnant i flottan och som riksdagsman ledamot av Ridderskapet och adeln 1859/1860 och 1862/1863 samt ledamot av riksdagens andra kammare 1867–1872 och 1876–1884, invald i Åkerbo, Bankekinds och Hanekinds domsagas valkrets.